# Savigny (Wogezy)
Savigny – miejscowość i gmina we Francji, w regionie Grand Est, w departamencie Wogezy.
Według danych na rok 1990 gminę zamieszkiwało 187 osób, a gęstość zaludnienia wynosiła 30 osób/km² (wśród 2335 gmin Lotaryngii Savigny plasuje się na 858. miejscu pod względem liczby ludności, natomiast pod względem powierzchni na miejscu 902.).